# Грантс-Пасс
Грантс-Пасс (англ. Grants Pass) — город в штате Орегон, США, административный центр округа Джозефин. Город расположен на межштатной автомагистрали I-5, на северо-западе от Медфорда вдоль реки Рог.

## Транспорт
- Межштатная автомагистраль I-5
- Маршрут 199
- Маршрут 99 (Орегон)
- Маршрут 238 (Орегон)

## Известные уроженцы и жители
- Баррелл, Ти — американский актёр.
- Карл Баркс — американский художник-иллюстратор, автор вымышленного города Дакбург.
- Андерс, Дэвид - американский актёр.
- Карр, Терри - американский писатель-фантазист.
- Левин, Чарлз (актёр) - американский актёр.
- Уильямс, Кен (бейсболист) - американский профессиональный бейсболист.

## Города побратимы
- Рубцовск, Алтайский край[1]